# Calceolaria collina
Calceolaria collina là một loài thực vật có hoa trong họ Calceolariaceae. Loài này được Phil. mô tả khoa học đầu tiên năm 1857.